# 2018년 혜화역 시위
2018년 혜화역 시위 또는 불법촬영 편파수사 규탄시위는 대한민국의 한 여성 모델이 홍익대 누드 크로키 수업 중 다른 남성 모델의 나체를 찍어 비하하는 말과 함께 워마드에 올린 사건과 관련해, 여성들로 이루어진 다음 카페 불편한 용기와 그 카페를 중심으로 결성된 단체에서 편파수사 의혹을 주장하며 혜화역 등에서 열린 시위다. 카페 가입자 수는 첫 번째 시위가 열리던 당시 1만 5000명이 넘었고 이와 관련한 청와대 국민청원은 동의 수 22만을 넘었다.

## 배경
2018년 5월 1일 워마드에 홍익대 회화과 수업 도중 찍힌 남성 누드 모델의 얼굴과 성기를 불법 촬영한 사진이 올라왔다. 5월 4일 홍익대의 의뢰로 경찰이 수사에 착수하였고, 학생과 교수 등을 대상으로 한 조사 끝에 5월 9일 피의자가 입건되었다. 피의자는 당시 25세 여성 모델로, 동료였던 피해자와 휴게 공간 이용 문제를 두고 다투게 되자 범행을 저질렀다.
피의자 입건 후인 5월 11일 청와대 국민청원 게시판에는 수사착수 5일만에 피의자를 검거한 것은 해당 사건의 피해자가 남성이기 때문이라고 주장하는 글이 올라왔다. 이 글에는 여성이 피해자인 수많은 불법 촬영 범죄의 경우 적극적으로 수사를 하지 않거나 검거 후 무죄나 집행유예로 끝나는 것을 근거로 피해자의 성에 따라 국가가 태도를 달리하는 것에 대하여 비판하였다.
5월 10일에 개설된 다음 카페 불편한 용기는 5월 19일 "불법촬영 편파수사 규탄시위"를 예고하며, 몰카 범죄에 대한 이중적인 태도 때문에 시위를 계획하였다고 밝혔다.

## 과정
2018년 혜화역 시위에서 여성들은 몰카 촬영과 유출, 유통에 대한 해결책 마련과 성차별 없는 공정 수사를 요구하였다.

### 1차 시위
2018년 5월 19일 서울 종로구 혜화역 인근에서 열린 "불법촬영 편파수사 규탄시위"는 경찰 추산 1만 명, 주최측 추산 1만 2천명의 여성이 모였다. 이는 '여성’이라는 단일 의제로 국내에서 열린 사상 최대 규모 집회 기록을 돌파한 것이다. 시위를 주도한 카페 운영진은 "불법촬영을 비롯한 성범죄에 대한 경찰, 검찰 그리고 사법부의 경각심 재고 및 편파수사를 통해 드러난 사회 전반에 성별을 이유로 자행되는 차별취급 규탄을 위해 모였다"라고 밝혔다.

### 2차 시위
"2차 불법촬영 편파수사 규탄시위"는 2018년 6월 9일 서울 종로구 혜화역 인근에서 열렸으며, 경찰 추산 2만 3000명의 여성이 모였다.

### 3차 시위
2018년 7월 7일 서울 종로구 혜화역 인근에서 열렸다. 이 시위에서는 대통령 문재인을 향한 원색적인 구호로 논란이 되었다.

### 4차 시위
2018년 8월 4일 서울 종로구 광화문 인근에서 열렸다.

### 5차 시위
2018년 10월 6일 서울 종로구 혜화역 인근에서 열렸다. 이전 시위와 다르게 집회의 이름을 "편파판결 불법촬영 규탄시위"로 바꾸어 열었다.

### 6차 시위
2018년 12월 22일 서울 종로구 광화문 인근에서 열렸다. 이 시위를 마지막으로 불편한 용기가 주도하는 시위는 무기한 연기되었다.

## 평가
《정치정보연구》에서 김민정은 〈2015년 이후 한국 여성운동의 새로운 동향〉을 통해 이 시위 이전의 대한민국의 여성 운동이 엘리트 중심의 대리자 운동이었다면 '혜화동 시위'는 직접행동주의적 요소를 보여준다고 평가하였다.그러나 시위를 진행하며 일부 참석자가 한남충, 소추소심 등의 '남혐' 단어를 사용하여 차별을 반대하는 시위에서 또다른 차별이 시작되는 합리적이지 못한 상황이 나왔다.또한 안전 유지중인 의무 경찰을 향해 "남경들아 분위기 X창 내지 말고 웃어"라는 펫말을 들고 "재기하라" 등 극단적인 구호를 내세워 집회 취지를 흐린다는 비판도 있다.

## 같이 보기
- 대한민국의 여성주의
- 대한민국의 여성 운동
- 사법부 유죄추정 규탄 시위